# Rodolfo Hernández
Rodolfo Hernández Suárez (Piedecuesta, 26 marzo 1945 – Piedecuesta, 2 settembre 2024) è stato un imprenditore e politico colombiano, Senatore della Repubblica di Colombia dal 20 luglio 2022.

## Biografia
Fu sindaco di Bucaramanga dal 2016 fino alle sue dimissioni avvenute nel 2019. Si candidò alle elezioni presidenziali colombiane del 2022, ottenendo al primo turno il secondo maggior numero di voti e arrivando al ballottaggio con Gustavo Petro. Arrivò secondo al ballottaggio, ottenendo il 47,31% delle preferenze contro il 50,44 del suo avversario, divenendo senatore in base ai dettami della Costituzione colombiana.
Morì a Piedecuesta il 2 settembre 2024 all'età di 79 anni a causa di un carcinoma del colon-retto.